# War Angel LP
War Angel LP – siódmy mixtape amerykańskiego rapera 50 Centa. Został wydany 16 czerwca, 2009 roku na stronie internetowej Thisis50.com za darmo do ściągnięcia.

## Teledyski
Teledysk do utworu "I'll Do Anything" został wydany 23 czerwca, 2009 r., występują Lloyd Banks i Tony Yayo. Kolejnym utworem do którego powstał teledysk był "Ok, You're Right". Został wydany 1 lipca, tego samego roku.

## Lista utworów
| Nr | Tytuł                                      | Czas |
| -- | ------------------------------------------ | ---- |
| 1  | "I Line Niggas" (prod. by Team Green)      | 2:13 |
| 2  | "Talking In Codes"                         | 3:07 |
| 3  | "Ok, You're Right" (prod. by Dr. Dre)      | 3:07 |
| 4  | "Redrum (Murder)"                          | 3:06 |
| 5  | "C.R.E.A.M. 2009" (prod. by Digga)         | 3:04 |
| 6  | "I'll Do Anything" (prod. by Phonix Beats) | 3:12 |
| 7  | "London Girl" (prod. by DB)                | 3:21 |
| 8  | "Better Come On Your A Game"               | 2:24 |
| 9  | "Get The Message"                          | 2:50 |
| 10 | "Cocaine" (feat. Robin Thicke)             | 2:41 |
| 11 | "I Gotta Win"                              | 3:00 |
| 12 | "Outro"                                    | 0:47 |